# Louis St. Laurent
Louis Stephen Saint Laurent (Quebec, 1 de febrero de 1882-ibídem, 25 de julio de 1973) fue un político y abogado canadiense que ocupó el cargo de primer ministro de Canadá.

## Biografía
Saint-Laurent nació el 1 de febrero de 1882, en Compton, Quebec, un pueblo de los municipios del este, hijo de Jean-Baptiste-Moïse Saint-Laurent, francocanadiense, y Mary Anne Broderick, irlandesa-canadiense. Louis era el mayor de siete hermanos. En la época de su nacimiento, Compton era principalmente anglófona, aunque poco a poco se convertiría en mayoritariamente francesa entre 1901 y 1911. Laurent creció siendo bilingüe, ya que su padre hablaba francés y su madre sólo inglés. Su inglés tenía un marcado acento irlandés, mientras que sus gestos (como encorvar los hombros) eran franceses. De niño, St. Laurent también se interesó por la literatura inglesa. La casa de St. Laurent serviría de centro social para el pueblo. 
St. Laurent recibió títulos de Séminaire Saint-Charles-Borromée (BA 1902) y Université Laval (LL. L. 1905). Le ofrecieron una beca Rhodes, pero la rechazó, al graduarse de Laval en 1905. En 1908 se casó con Jeanne Renault (1886-1966), con quien tuvo dos hijos y tres hijas, incluido Jean-Paul St. Laurent.
Laurent trabajó como abogado de 1905 a 1942. También fue profesor de Derecho en la Universidad Laval en 1914. Laurent ejerció el derecho mercantil y constitucional en Quebec y se convirtió en uno de los abogados más respetados del país. Laurent fue Presidente del Colegio de Abogados de Canadá de 1930 a 1932.

## Trayectoria
En 1923, St. Laurent abrió su propio bufete de abogados. En 1926, en un caso de prueba ante el Tribunal Supremo, St. Laurent defendió los derechos de las minorías religiosas (no cristianas). Estuvo a favor de la demanda judía de representación en el Consejo de Comisarios Escolares Protestantes de Montreal y también apoyó un sistema separado de escuelas judías. Aunque el intento de St. Laurent de conseguir una representación judía en el consejo escolar no tuvo éxito, la provincia de Quebec reconoció el derecho a establecer escuelas separadas para los no cristianos.
Aunque era un ferviente liberal, Louis se mantuvo al margen de la política activa durante gran parte de su vida, centrándose en su carrera jurídica y en su familia. Llegó a ser uno de los principales abogados de Quebec y gozaba de tal reputación que le ofrecieron en dos ocasiones un puesto de magistrado en el Tribunal Supremo de Canadá, ofertas que declinó.
No fue hasta que tuvo casi 60 años cuando St. Laurent aceptó finalmente entrar en política, cuando el primer ministro liberal William Lyon Mackenzie King apeló a su sentido del deber a finales de 1941. King lo reclutó para el gabinete como Ministro de Justicia, prestó servicio en la Cámara de los Comunes canadiense (1942–1958) y fiscal general (1942–1946), además de ser ministro de asuntos exteriores (1945–1948). Fue el primer ministro de Canadá entre los años de 1948 y 1957)
Como líder del Partido Liberal de Canadá (1948), reemplazó a King como primer ministro. Promovió la unidad canadiense al igualar los ingresos provinciales, expandir la seguridad social y la educación universitaria. Apoyo la incorporación canadiense a la OTAN y ayudó a establecer el canal de San Lorenzo.
Después de un breve período como líder de la Oposición y ahora con más de 75 años, se retiró para volver a ejercer la abogacía y  vivir tranquilamente con su familia.
Falleció el 25 de julio de 1973, en Quebec a causa de insuficiencia cardíaca, a los 91 años y fue enterrado en el cementerio Saint Thomas d'Aquin en su ciudad natal de Compton, Quebec .

## Premios y reconocimientos
El 6 de julio de 1967, St. Laurent fue nombrado Compañero de la Orden de Canadá. Su cita dice:
St. Laurent ocupó el puesto número 4 en una encuesta de los primeros 20 primeros ministros (a través de Jean Chrétien) de Canadá realizada por historiadores canadienses y utilizada por JL Granatstein y Norman Hillmer en su libro Primeros ministros: clasificación de los líderes de Canadá.
La casa y los terrenos en Compton donde nació St. Laurent fueron designados Sitio Histórico Nacional de Canadá en 1973. La residencia de St. Laurent en 201 Grande-Allée Est en la ciudad de Quebec está protegida como Edificio de Patrimonio Federal Reconocido.
Un rompehielos ártico pesado de la Guardia Costera canadiense, lleva su nombre, CCGS Louis S. St-Laurent.
Escuela Louis St. Laurent en Edmonton, Alberta. se nombra en su honor, así como la escuela secundaria Louis St-Laurent en East Angus, Quebec.
La circunscripción de Louis-Saint-Laurent lleva su nombre. Creada en 2003, está formada en parte por la antigua circunscripción de Saint-Laurent, Quebec Este.
| Predecesor: William Lyon Mackenzie King | Primer ministro de Canadá 1948 - 1957 | Sucesor: John George Diefenbaker |